# 孟観
孟 観（もう かん、? - 301年）は、中国西晋時代の将軍・政治家。字は叔時。勃海郡東光県の出身。

## 生涯
若い頃から読書を好み、天文に精通していた。
太熙元年（290年）4月、司馬炎（武帝）が崩御して司馬衷（恵帝）が即位すると、孟観は昇進を重ねて殿中中郎に任じられた。
永平元年（291年）1月、孟観は当時武帝の外戚として権勢を振るっていた楊駿に軽んじられており、これを恨んでいた。その為、同じく楊駿と対立していた李肇と共に皇后賈南風の下へ赴くと「楊駿が社稷を傾けようとしております（帝位簒奪を意味する）」と進言した。賈南風はもともと楊駿と、その娘である皇太后楊芷の存在を疎ましく思っていたので、これを契機に排斥を目論むようになった。そして孟観へ使者を派遣し、遠回しにその意思を伝えさせた。これを受け、孟観は李肇や宦官の董猛と共に謀略を練り、政変の準備を進めた。
3月、孟観と李肇は計画を実行に移し、恵帝の下へ赴いて楊駿の謀反を訴えた。また、楊駿の全ての官職を免じて臨晋侯のまま家に帰るよう命じる詔を夜の内に作成すると、それを大声で読み上げた。また、楊駿の罪をでっち上げ、あたかも事実であるように申し立てた。こうして洛陽城内外には戒厳令が敷かれるようになり、宮中の兵には楊駿捕縛が命じられた。この時、楊駿は武庫の南にある曹爽の故府におり、異変を知ると馬厩に逃亡するも殺された。その後、孟観は楊駿の弟である楊珧・楊済、配下の張劭・李斌らを尽く逮捕した。楊氏は三族皆殺しとなり、楊芷は庶人に落とされて金墉城に監禁された。これらの功績により、孟観は黄門侍郎に任じられ、特別に信任されていた部下40人を与えられた。後に積弩将軍に昇進し、上谷郡公に封じられた。
元康6年（296年）、匈奴の郝度元が乱を起こすと、秦・雍の羌人もこれに呼応し、斉万年を皇帝に推戴してその兵力は数十万を数えるまでになった。11月、朝廷は梁王司馬肜・安西将軍夏侯駿・建威将軍周処に乱の鎮圧を命じた。中書令陳準は上奏し、孟観に精兵1万を与えて周処の先鋒とすれば必ず賊を鎮圧できると勧めたが、容れられなかった。果たして司馬肜らは反乱軍に敗れ去った。この後も幾度も討伐軍は派遣されたが、いずれも敗北し、誰も斉万年の勢いを鎮めることが出来なかった。
元康8年（298年）9月、中書監張華と中書令陳準は、孟観が沈着剛毅であり文武に才能を有している事から、斉万年討伐に当たらせるよう推挙した。これを受け、孟観は討伐軍の総大将となり、俊敏勇敢な宿衛兵と関中の士卒を統率して、征伐に赴いた。孟観は身体を矢石に晒す程の前線で指揮を執り、大規模な会戦を十数度行うと全て勝利を収めた。
元康9年（299年）1月、孟観は扶風郡美陽県の中亭川に進軍すると、迎え撃って来た氐軍に大勝し、遂に斉万年を生け捕りにした。こうして、氐や羌を威圧して服従させた。この後、東羌校尉に任じられ、やがて中央に呼び戻されて右将軍に任じられた。
永康元年（300年）4月、趙王司馬倫が決起して賈南風一派を誅殺した。孟観は以前からの功績により、安南将軍・監沔北諸軍事に任じられ・仮節を与えられて宛に出鎮した。
8月、淮南王司馬允が司馬倫誅殺を掲げて決起すると、孟観の子である孟平は前鋒将軍としてこれに加担したが、乱は失敗して孟平は戦死した。司馬倫の側近の孫秀は孟観が兵権を握って外にいるので、孟平の死に怒って兵を挙げるのを憂慮した。その為、孟平が司馬允に殺害されたと嘘を語り、孟平に積弩将軍を追贈して孟観を慰撫した。
永康2年（301年）1月、司馬倫が帝位を簒奪すると、斉王司馬冏は司馬倫討伐の檄文を各地に送り、これにより義軍が数多く決起した。多くの者が孟観へ斉王司馬冏に呼応するよう勧めたが、孟観は天文を観察し、紫宮や帝座の星に動きがないので、司馬倫こそが安泰であると考え、ついに周囲の意見に従わずに司馬倫についた。
3月、司馬倫の軍が敗れると、孫秀らは孟観の守る宛に逃亡しようと考えたが、結局決断できなかった。恵帝が復位すると、司馬冏の命を受けて永饒冶県令の空桐機は宛に赴き、孟観を捕らえて処断した。その首は洛陽に送られ、三族は皆殺しとなった。